# Irish Distillers
Irish Distillers est une entreprise irlandaise productrice et distributrice de whiskey. Elle appartient en totalité au groupe français Pernod Ricard depuis son achat en 1988.

## Histoire
Le groupe Irish Distillers a été formé en 1966 par la fusion des trois plus grandes entreprises irlandaise productrices de whiskey, John Power & Son, John Jameson & Son et  Cork Distillery Company. Cette fusion a été organisée dans le but de freiner le déclin de l’industrie du whisky en Irlande. La première décision fut de fermer les distilleries existantes à Dublin et Cork pour recentrer toute la production sur un seul et même site, la nouvelle et ultra moderne distillerie de Midleton.
En 1972, Bushmills, à cette époque la dernière distillerie indépendante de l’Irlande, rejoint le groupe. Cette dernière fusion permet à Irish Distillers d’avoir le monopole de toute la production de whiskey sur l’île d’Irlande.
En 1988, à la suite d'une tentative d’OPA hostile de GrandMet, Allied-Lyons et Guinness, Irish distillers est repris par Pernod Ricard
En 2005 Bushmills est vendu à Diageo pour 200 millions de Livres sterling.

## Produits
- Jameson
- Powers
- Paddy
- Redbreast
- Midleton Very Rare
- Green Spot
- Huzzar Vodka
- Cork Dry Gin
- Knappogue Castle
- Method and Madness